# غلينكوي (أوكلاهوما)
غلينكوي (بالإنجليزية: Glencoe, Oklahoma)‏ هي بلدة أمريكية تقع في الولايات المتحدة في مقاطعة بايين، أوكلاهوما. يقدر عدد سكانها بـ 601 نسمة ومساحتها 2.0 كم2 وترتفع عن سطح البحر 326 متر.

## التركيبة السكانية
حدّد مكتب تعداد الولايات المتحدة بيانات التركيبة السكانية لغلينكوي في تعداد الولايات المتحدة. في ما يلي، التركيبة السكانية حسب تعدادي 2000 و2010.

### تعداد عام 2000
بلغ عدد سكان غلينكوي 583 نسمة بحسب تعداد عام 2000، وبلغ عدد الأسر 233 أسرة وعدد العائلات 165 عائلة مقيمة في البلدة. في حين سجلت الكثافة السكانية 123.5 نسمة لكل كيلومتر مربع (319.9/ميل2). وبلغ عدد الوحدات السكنية 261 وحدة بمتوسط كثافة قدره 55.3 لكل كيلومتر مربع (143.2/ميل2).
وتوزع التركيب العرقي للبلدة بنسبة 90.74% من البيض و0.17% من الأمريكيين الأفارقة و4.46% من الأمريكيين الأصليين و0.51% من الأعراق الأخرى و4.12% من عرقين مختلطين أو أكثر و0.69% من الهسبانيون أو اللاتينيون من أي عرق.
بلغ عدد الأسر 233 أسرة كانت نسبة 38.2% منها لديها أطفال تحت سن الثامنة عشر تعيش معهم، وبلغت نسبة الأزواج القاطنين مع بعضهم البعض 57.5% من أصل المجموع الكلي للأسر، ونسبة 11.6% من الأسر كان لديها معيلات من الإناث دون وجود شريك،  بينما كانت نسبة 1.7% من الأسر لديها معيلون من الذكور دون وجود شريكة وكانت نسبة 29.2% من غير العائلات. تألفت نسبة 27% من أصل جميع الأسر من عدة أفراد يعيشون في نفس المنزل ونسبة 12.4% كانت تتألف من شخص يعيش بمفرده يبلغ من العمر 65 عاماً أو أكثر. وبلغ متوسط حجم الأسرة المعيشية 2.50، أما متوسط حجم العائلات فبلغ 3.02.
بلغ العمر الوسطي للسكان 37.2 عاماً. وكانت نسبة 27.6% من القاطنين تحت سن الثامنة عشر، وكانت نسبة 8.7% بين الثامنة عشر والرابعة والعشرين عاماً، ونسبة 27.1% كانت واقعةً في الفئة العمرية ما بين الخامسة والعشرين والرابعة والأربعين عاماً، ونسبة 23.2% كانت ما بين الخامسة والأربعين والرابعة والستين، ونسبة 13.4% كانت ضمن فئة الخامسة والستين عاماً فما فوق. يوجد لكل 100 أنثى 84.5 ذكر، ويوجد لكل 100 أنثى في الثامنة عشر من عمرها فما فوق 80.3 ذكر.
بلغ متوسط دخل الأسرة في البلدة 30,658 دولارًا، أما متوسط دخل العائلة فبلغ 35,769 دولارًا. وكان متوسط دخل الذكور 24,219 دولارًا مقابل 20,938 دولارًا للإناث. وسجل دخل الفرد الخاص بالبلدة 12,643 دولارًا. وكانت نسبة 6.4% من العائلات ونسبة 8.1% من السكان تحت خط الفقر، وكان من هؤلاء نسبة 6.8% تحت سن الثامنة عشر ونسبة 15.5% في الخامسة والستين من العمر وما فوق.

### تعداد عام 2010
بلغ عدد سكان غلينكوي 601 نسمة بحسب تعداد عام 2010، وبلغ عدد الأسر 236 أسرة وعدد العائلات 170 عائلة مقيمة في البلدة. في حين سجلت الكثافة السكانية 127.3 نسمة لكل كيلومتر مربع (329.7/ميل2). وبلغ عدد الوحدات السكنية 275 وحدة بمتوسط كثافة قدره 58.3 لكل كيلومتر مربع (151.0/ميل2).
وتوزع التركيب العرقي للبلدة بنسبة 89.68% من البيض و0.33% من الأمريكيين الأفارقة و4.83% من الأمريكيين الأصليين و1.16% من الأمريكيين ذوي الأصول الآسيوية و0.50% من الأعراق الأخرى و3.49% من عرقين مختلطين أو أكثر و0.33% من الهسبانيون أو اللاتينيون من أي عرق.
بلغ عدد الأسر 236 أسرة كانت نسبة 37.7% منها لديها أطفال تحت سن الثامنة عشر تعيش معهم، وبلغت نسبة الأزواج القاطنين مع بعضهم البعض 56.4% من أصل المجموع الكلي للأسر، ونسبة 11.9% من الأسر كان لديها معيلات من الإناث دون وجود شريك،  بينما كانت نسبة 3.8% من الأسر لديها معيلون من الذكور دون وجود شريكة وكانت نسبة 28% من غير العائلات. تألفت نسبة 26.7% من أصل جميع الأسر من عدة أفراد يعيشون في نفس المنزل ونسبة 9.7% كانت تتألف من شخص يعيش بمفرده يبلغ من العمر 65 عاماً أو أكثر. وبلغ متوسط حجم الأسرة المعيشية 2.55، أما متوسط حجم العائلات فبلغ 3.08.
بلغ العمر الوسطي للسكان 34.1 عاماً. وكانت نسبة 30% من القاطنين تحت سن الثامنة عشر، وكانت نسبة 6.7% بين الثامنة عشر والرابعة والعشرين عاماً، ونسبة 25.6% كانت واقعةً في الفئة العمرية ما بين الخامسة والعشرين والرابعة والأربعين عاماً، ونسبة 23.5% كانت ما بين الخامسة والأربعين والرابعة والستين، ونسبة 14.3% كانت ضمن فئة الخامسة والستين عاماً فما فوق. وتوزع التركيب الجنسي للسكان بنسبة 47.4% ذكور و52.6% إناث.